# Riachão das Neves
Riachão das Neves est une municipalité brésilienne de l'État de Bahia et la microrégion de Barreiras.